# Zabrđe (Cetinje)
Pour les articles homonymes, voir Zabrđe.
Zabrđe (en serbe cyrillique : Забрђе) est un village du sud du Monténégro, dans la municipalité de Cetinje.

## Démographie

### Évolution historique de la population[1]
| 1948 | 1953 | 1961 | 1971 | 1981 | 1991 | 2003 |
| ---- | ---- | ---- | ---- | ---- | ---- | ---- |
| 30   | 34   | 39   | 16   | 19   | 223  | 148  |

## Vague d'immigration Rom
Zabrđe a subi une forte vague d'immigration Rom.